# Skräddarsydd

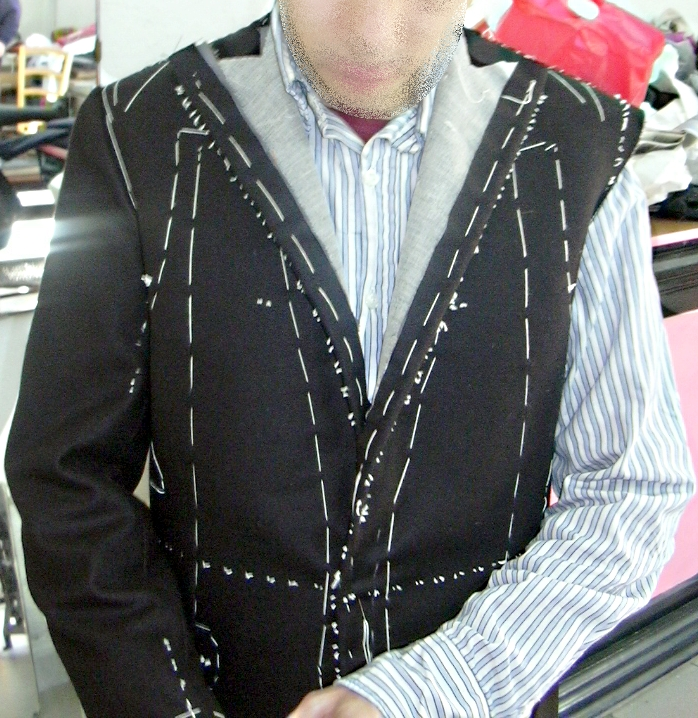
En halvfärdig skräddarsydd kostym

Skräddarsydd är ett klädesplagg tillverkat av en skräddare så att det precis passar kunden. 
Skräddarsydda kläder ska skiljas från måttsydda kläder, där plagget sys (ofta maskinellt) anpassat efter mått som kunden uppger vid beställningen, men där ingen mätning och anpassning görs vid en personlig kontakt mellan kund och skräddare. Skräddarsydda kläder anses vara mycket bekväma.
Enligt Sveriges Skrädderiförbund ska ett skräddarsytt plagg vara sytt av en skräddare med minst gesällbrev. Skräddaren ska fungera som personlig rådgivare, forma plaggen efter kundens önskemål, ansvara för hela tillverkningsprocessen från måttagning till design till det slutliga plagget. Plagget ska provas under tillverkningen, och en slutprovning ska göras.
I överförd betydelse kan man säga att något är skräddarsytt om det är utformat för ett visst ändamål.